# Pierwotarowka
Pierwotarowka (ros. Первотаровка) – wieś (sieło) w Rosji, w obwodzie omskim, w rejonie isilkulskim. W 2010 liczyła 578 mieszkańców.